# 董琳 (曲细县公)
董琳（510年—587年6月20日），字世宝，河南郡洛阳县（今河南省洛阳市东）人，北魏、西魏、北周、隋朝官员。

## 生平
北魏永安二年（529年），董琳在虚龄十八岁时以员外侍郎为起家官。永熙三年（534年），魏孝武帝西迁关中，董琳在家乡起兵支持魏孝武帝。大统九年，朝廷议论董琳的功劳，任命董琳为宣威将军，封真定县开国男，征召董琳回朝廷。魏后元年（554年），宇文泰知道董琳熟读兵书，将董琳招入霸府作为上客。宇文泰去世后，宇文护执掌朝政，大规模选拔僚属，以董琳担任礼曹参军，加宁远将军、员外常侍。武成元年（559年），吐谷浑入侵北周边境，大司马贺兰祥率军反击，周明帝任命董琳为贺兰祥参军事，董琳参战有军功。武成二年（560年），董琳出任天官府上士。保定元年（561年），董琳升任小史大夫，加大都督、平东将军。保定四年（564年），董琳加使持节、车骑大将军、仪同三司、大都督。天和元年（566年），董琳外任澄城郡太守。大象元年（579年），董琳进封曲细县开国伯，食邑六百户，出任敷州中部郡太守。开皇元年（581年），董琳进爵为公，又被任命为东郡太守。董琳因为年纪已到七十而请求退休，隋文帝敕令同意。杨坚没称帝前，董琳就认为他会成为皇帝，所以很早就投靠了杨坚，所以隋文帝对待董琳十分优厚，每次宴会见到董琳，都要给董琳赏赐，每月又给董琳一万钱，以作为赡养费。开皇七年岁次丁未五月甲辰朔九日壬子（587年6月20日），董琳在家中去世，虚岁七十八，隋文帝诏令赠予陵州刺史。开皇七年十月壬寅朔廿日辛酉（587年11月25日），董琳与夫人魏氏合葬于大兴县小陵原。

## 家庭

### 祖父
- 董安，早逝没有做官[2]

### 父亲
- 董海宾，北魏殿中将军、陇西郡太守[2]

### 夫人
- 魏氏，河州魏虎之女，封延州义乡县县君[2]

### 子女
- 董士□，长子[2]
- 董贤度，第二子[2]
- 董士胤，第三子[2]